# Підметка

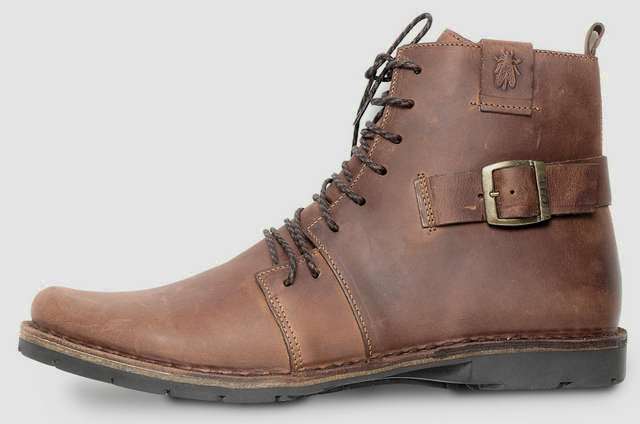
Черевик з підметкою.

Підме́тка — друга підошва на половину ступні, яку прикріплюють на основну підошву взуття. Підметки виготовляють з різних матеріалів — поліуретан, термополіуретан, гума (як правило з наповнювачами), полівінілхлорид тощо
Підметка являє собою зовнішню деталь нижньої частини взуття, форма і розміри якої повинні відповідати передній частині підошви взуття. Підметка обумовлює підвищену зносостійкість взуття, що гарантовано продовжить термін її служби. Як правило, підметка має рифлену поверхню, що забезпечує хороше зчеплення з поверхнею, тим самим ковзання підошви буде значно знижене.
Методи випробування підметок в Україні визначені у ДСТУ ISO 20874:2008.

## Приказки
- На ходу (бігу) підметки рвати (зривати) — сміливо, рішуче й відчайдушно діяти, вміло роблячи що-небудь.